# Kentiopsis oliviformis
Kentiopsis oliviformis es una especie de palmera endémica de Nueva Caledonia, donde se encuentra en las tierras bajas, la especie está limitada a una pequeña área del sur-oeste y el centro de la isla.

## Taxonomía
Kentiopsis oliviformis fue descrita por (Brongn. & Gris) Brongn. y publicado en Comptes Rendus Hebdomadaires des Séances de l'Académie des Sciences 77: 398. 1873.
Etimología
Kentiopsis: nombre genérico derivado del nombre del género Kentia, nombrado en honor de William Kent (1779–1827), del Jardín Botánico de Buitenzorg, de la isla de Java (ahora Kebun Raya Bogor) con el sufijo opsis = "similar", donde se presume el parecido con Kentia Blume.
oliviformis: epíteto latino que significa "con forma de oliva".
Sinonimia
- Kentia oliviformis Brongn. & Gris[4][5]